# زبان بن سيار الفزاري
زبّان بن سيار بن عمرو بن جابر الفزاري (توفي في العام التاسع قبل الهجرة)، شاعر جاهلي من أهل المنافرات. عاش قبيل الإسلام وتزوج مليكة بنت خارجة المزنية. ومات وهي شابة، فتزوجها ابنه منظور وأسلم هذا ففرق الإسلام بينهما. وزبان، من شعراء المفضليات والحماسة الصغرى.

## وصلات خارجية
- بوابة الشعراء: ديوان زبان بن سيار الفزاري